# Gorseinon
Gorseinon és una ciutat i cymuned (municipi) en el sud-est de Gal·les, vora l'estuari del Loughor. Havia estat un poblet fins que, a les darreries del segle xix cresqué amb força gràcies a la mineria del carbó i la indústria de la llauneria. Està situada en el comtat gal·lès d'Abertawe (Swansea en anglès), vora la frontera amb el comtat de Sir Gaerfyrddin, i a uns tretze quilòmetres al nord-oest de la ciutat d'Abertawe.

## Història
Sembla que els primers orígens de la població es remunten a l'any 991, quan Einon Hywell ("Einon" = cap) prengué les armes en suport de Meredith, príncep de Glamorgan, en la seva batalla contra el príncep de Gal·les del Sud, Ithol, a Garngoch. Acabat l'enfrontament, Einon Hywell s'hauria establert al lloc anomenat Gorse, vora Penllergaer; d'ací el nom de Gorseynon, que acabaria esdevenint Gorseinon.
Sembla que en l'edat mitjana el lloc havia estat molt visitat pels monjos de l'abadia de Neath, que construïren diversos molins a les ribes del riu.
El 1813, en els mapes oficials britànics hi surt el lloc "Gors Eynon", que el 1830 ja es recull com a "Gorseinon". L'abundància de carbó fa que els minaires obrin el 1846 "la muntanya de carbó", que un ferrocarril de via estreta transportava a Loughor i, d'allí, en barcasses a Llanelli. L'extracció durà fins al 1900. La construcció de l'estació de tren el 1870, la primera escola el 1880 i la llauneria "Grovesend Tin Works" del 1886 foren altres factors que feren créixer la població en la darrera part del segle xix.
Amb anterioritat a la reorganització del govern local del 1996, Gorseinon formava part del districte administratiu de la Vall del Lliw, i encara abans havia estat en el Districte Urbà de Llwchwr. Després de la reforma del govern local gal·lès, Gorseinon ha estat governada pel Consell de la Ciutat i Comtat de Swansea.

## Institucions de Gorseinon

### Govern local
El municipi comprèn el districte electoral de Gorseinon i la part sud del de Penyrheol. El Consell Comunitari de Gorsenion es convertí, l'any 1988, en el Consell Municipal, amb capacitat per elegir alcalde anualment. Formen el consell 16 voluntaris sense sou, escollits cada quatre anys. L'alcalde actual és Gillian Evans, i el tinent d'alcalde el conseller Raymond Beech.

### Ensenyament i sanitat
L'escola de Penyrheol té cura del 90% dels alumnes d'11 a 16 anys. L'edifici principal de l'escola va ser destruïda per un incendi intencionat, i es preveu que un edifici de nova planta estigui acabat al setembre del 2008. La ciutat acull també el "Gorseinon College", per a ampliació d'estudis i escola d'adults.
La ciutat té de fa anys un hospital, donat a la comunitat abans de l'establiment del Servei Nacional de la Salut per l'empresari i benefactor local (William) Rufus Lewis.

### Esports i diversions
Gorseinon és la seu d'una de les associacions britàniques més grans de coloms missatgers, el Pigeon Institute of Gorseinon (la Institució de Coloms de Gorseinon), fundada per Gregory Moorlock en l'any 1863. L'equip local de rugbi és el Gorseinon RFC (del 1895) mentre que l'equip de Futbol gal·lès Garden Village FC juga als afores de la ciutat, Kingsbridge. Gorseinon acollí l'Eisteddfod Nacional de Gal·les del 1980.
Durant més de 50 anys, Gorseinon tingué el cinema més petit del Regne Unit, La Charrette, que fundà un electricista local, Gwyn Phillips (q.e.p.d.). Construït a partir d'un antic vagó de tren, el cinema començà a funcionar en l'any 1953; quan l'envelliment de l'estructura en forçà el tancament al febrer del 2008, La Charrette va ser desballestada i traslladada al Gower Heritage Centre.
Celebracions locals a destacar són les del festival o carnaval d'estiu, el "Gorseinon Summer Arts Festival", i la desfilada nadalenca, el "Christmas Lantern Parade".

## Ciutadans il·lustres
El veí Penyrheol és el lloc de naixement del Pare de la "House of Commons", David Grenfell, representant local al Parlament britànic durant 37 anys. Fills de Gorseinon són també el líder del Partit Conservador, Michael Howard; Roy Evans, que havia estat secretari general de la Confederació d'Oficis del Ferro i l'Acer, Hanlyn Davies, professor emèrit d'art a la Universitat de Massachusetts, els antics capitans de la Selecció de rugbi de Gal·les Norman Gale i Richard Moriarty, el jugador internacional de rugbi Lewis Jones, l'actor Keith Allen, el boxejador Colin Jones i el difunt, gran futbolista Robbie James.
A la població també hi visqué trenta anys el pintor, dibuixant i gravador James Henry Govier.

## Ciutats agermanades
- Ploërmel,  en el departament bretó de Ar Mor-Bihan, (França), des del 1993[1]